# Бешич, Мустафа
Мустафа Бешич (босн. Mustafa Bešić, родился 12 марта 1961 в Сански-Мосте) — югославский боснийский и словенский хоккеист, центральный нападающий.

## Биография
Воспитанник клуба «Акрони Есенице», выступал позже в чемпионате Италии за такие известные клубы, как «Больцано» и «Азиаго». Четырежды представлял сборную Югославии на чемпионатах мира. Выступал на зимних Олимпийских играх 1984 года в Сараево и забросил в 5 матчах три шайбы: две в ворота сборной Италии (победа 5:1) и единственную в ворота сборной Германии (поражение 1:8). В его активе 55 игр за сборную Югославии.
Дядя словенского хоккеиста Дениса Кадича.